# Samantha Vallejo-Nágera
Samantha Vallejo Nágera Déroulède (Madrid, 27 d'octubre de 1969) és una xef, presentadora de televisió i propietària d'una empresa de càtering. Desde 2013 és una dels tres jurats del programa gastronòmic televisiu de La 1, 'MasterChef' i les seves edicions 'Celebrity, Júnior i Sènior'.

## Biografia
Samantha Vallejo-Nágera va néixer el 27 d'octubre de 1969 a Madrid.
És neta del psiquiatra Antonio Vallejo-Nágera, conegut com «el Mengele espanyol» o «el Mengele de la psiquiatria franquista» per les seves teories i la seva participació en les depuracions del franquisme. El seu pare és el ingenier José Ignacio Vallejo-Nágera Botas. I és la neboda del psiquiatra, catedràtic i escriptor Juan Antonio Vallejo-Nágera.
També és germana de Nicolàs Vallejo-Nágera, més conegut com “Colate”. I cosina germana de la escritora María Vallejo-Nágera Zóbel.
En un principi es va especialitzar com a arquitecte de jardins estudiant paisatgisme, i més endavant gràcies a la seva família, es va adonar de la seva vocació per la cuina.
Va començar estudiant cuina, i llavors va ser quan va decidir convertir-se en una experta. Va aprendre d'en Carlos Horcher, un hosteler espanyol mentres treballava amb ell a la cuina del Restaurant Horcher de Madrid durant els anys vuitanta. La seva passió per la cuina cada cop era més forta, i per això va decidir augmentar la seva especialització treballant a restaurants de Londres i Nova York.
A Londres va estudiar a l'escola de cuina del Paul Bocuse (fundador de la nou Elle cuisine) i va treballar durant tres mesos al Restaurant Arzak a San Sebastià, on va aprendre sobre la cuina vasca de Juan Mari Arzak. Durant la seva estància a Nova York va aprendre sobre l'organització i decoració d'events a partir de l'especialista Antony Todd.
El 1996 va tornar a Espanya i es va convertir en empresària quan va obrir la seva pròpia empresa, que consistia en un servei de càtering per festes i events, que encara conserva en 2023, el “Samantha de España”.
Va entrar a la televisió gràcies a un canal de cuina, en el que feia un programa que es diu el toque de Samantha, i l'equip del programa de La 1 conegut com a “Masterchef” es va fixar en ella mentres estaven preparant la primera edició del programa i li van oferir un lloc al jurat. Va començar a formar part del jurat de masterchef el 2013, juntament amb els seus dos companys Jordi Cruz i Pepe Rodríguez.
Deu anys després, el 2023 segueix formant part del jurat de masterchef igual que els seus dos companys com a l'inici del programa.
Com a empresaria i cuinera que és Samantha Vallejos-Nágera, va fundar el restaurant Casa Taberna a Pedraza, un poble de Segòvia on ella estiuejava cada any amb la seva família. Casa Taberna va aconseguir el reconeixement de la guia Repsol. Per el que va guanyar un Sol Repsol al 2023. Arran aquest premi, aconsegueix guanyar el septim Sol Repsol de Segòvia.

## Televisió
| Any               | Títol                | Personatge   | Cadena       |
| 2012 - present    | El toque de Samantha | Presentadora | Canal cocina |
| 2013 - present    | MasterChef           | Jurat        | La 1         |
| MasterChef Junior | Jurat                | La 1         |              |
| 2016 - present    | MasterChef Celebrity | Jurat        | La 1         |
| 2020              | Typical Spanish      | Concursant   | La 1         |
| 2020 - 2022       | MasterChef Abuelos   | Jurat        | La 1         |

- El toque de Samantha, (2012-present)[10]
- MasterChef, (2013-present)
- MasterChef Junior, (2013-2022)
- MasterChef Celebrity, (2016-present)
- Typical Spanish, (2020)
- MasterChef Abuelos, (2020 - 2022) en TVE.

## Obres
- ¿Cenamos en casa? (2001)
- La cocina de Samantha Vallejo-Nágera (2011)
- Samantha Las recetas con chocolate (2014)
- Samantha y Roscon. Party.com (2016)
- Fórmula Samantha (2016)

## Curiositats
El seu interès per la cuina no va començar fins que va complir dinou anys, per una aposta pactada amb Mopi Horcher. L'aposta consistia en treballar en una cuina professional durant uns dies, i Horcher deia que no aguantaria molt de temps. Però Vallejo-Nágera va superar l'aposta amb èxit , va estar treballant durant dos anys envoltada d'homes que li van ensenyar "les tècniques més bàsiques de la cuina". Va ser aquesta decisió la que va aconseguir que volgués canviar els jardins per la gastronomia.
El 27 d'abril del 2002 es va casar amb Pedro Aznar Escudero, conegut com a “Peru”, és enòleg als cellers Marqués de Riscal, amb qui és mare de Chloe (2003), Pedro (2004), Patrick (2008) i Diego (2011). El seu tercer fill, en Patrick va néixer amb síndrome de Down i l'anomenen “Roscón” pel fet que va néixer el dia de Reis.